# المنمنم (رواية)
المنمنم هي الرواية الأولى لعام 2014 للممثلة الإنجليزية والمؤلفة جيسي بيرتون. كان أكثر الكتب مبيعا في العالم، وكان محور حرب مزايدة للناشرين في معرض لندن للكتاب عام 2013. تم إعداد الرواية في أمستردام في 1686-87 ميلاديًا، واستوحى من بيت الدمية بيترونيللا أورتمان في عرض في متحف ريكز. ولا تحاول الرواية أن تكون سيرة ذاتية.

## حبكة الرواية
بيترونيللا أورتمان (نيللا)، فتاة فقيرة تبلغ من العمر 18 عامًا من الريف الهولندي، تصل إلى منزل المنحنى الذهبي
في أمستردام للتاجر الأثري يوهانس براندت الذي تزوجها قبل شهر. تخطو إلى بيت الأسرار الذي تمتلكه أخت مارتين براندت، وخادمات كورنيليا وأوتو، وبراندت نفسه، الذي يعاملها كأنها صديقة أكثر من زوجة. يمنحها براندت هدية الزواج كدمية مصممة لتبدو وكأنها منزل يسع غرف لها مصغرًا، به لمسات منمنمة لإضافة أثاث واقعي لها. تبدأ المنمنمات، التي لا تلتقي بها أبداً، بإرسال دمى وأثاثاتها التي تبدو وكأنها واقعية بشكل غريب، بل ويبدو أنها تتنبأ بالمستقبل. وحيث أن شبكة من الخطر تتكدس تدريجياً في الشخصيات، فإن نيللا تتساءل إذا كان مصير كل شخص يكمن في يد المنمنم.

## تاريخها

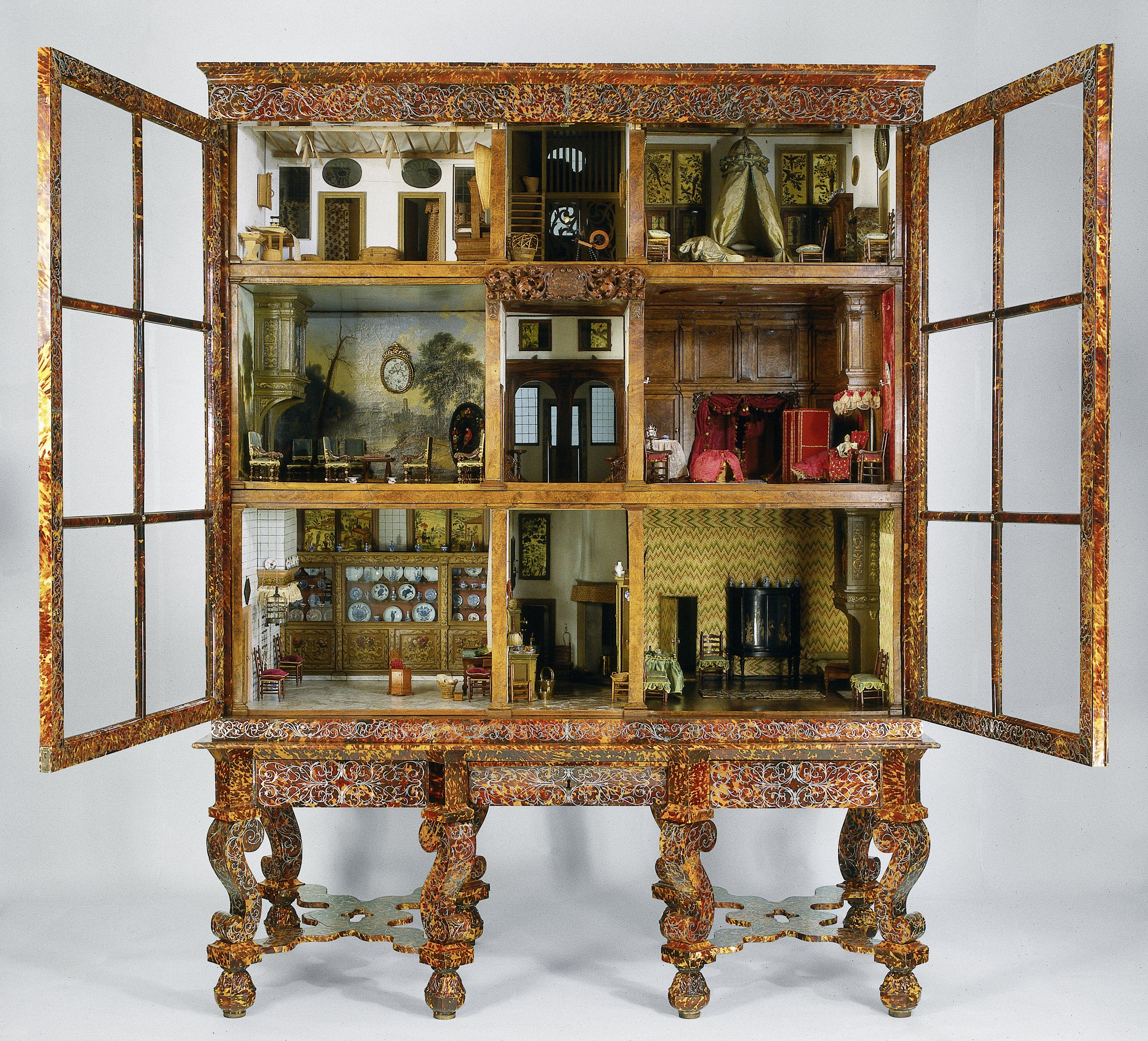
بيت الدمية الذي ألهم الرواية.

كتبت بيرتون «التي درست الأدب الإنجليزي في جامعة أوكسفورد قبل الشروع في مهنة التمثيل» الرواية على مدى فترة أربع سنوات، في حين دعمت نفسها كممثلة ومساعد لنفسها في مدينة لندن. وقد توصلت إلى الفكرة أثناء قضاء عطلتها في أمستردام، حيث شاهدت «بيت الدمية بترونيللا أورتمان» في متحف ريكز، وأجرت بحثًا مستفيضًا في أمستردام في القرن السابع عشر، حيث درست كتب الطبخ ورسومات العصر الذهبي الهولندي والخرائط والوصايا. قلصت عدد الكلمات من 120 ألف كلمة إلى 80 ألف كلمة بعد المشاركة في دورة الكتابة الإبداعية في عام 2011 وللتوفيق بشكل أفضل مع السكان المستهدفين للتسويق.
كانت الرواية محور حرب مزايدة للناشرين في معرض لندن للكتاب لعام 2013. من بين 11 ناشرًا تنافسوا على الكتاب، فازت شركة «بيكادور» بحقوق المملكة المتحدة البريطانية ورابطة الشعوب البريطانية مقابل مبلغ من ستة أرقام.
تصميم الغلاف في المملكة المتحدة هو صورة لمنزل منمنم فعلي بتكليف من «بيكادور»، والذي يعكس الشخصيات والعناصر في الرواية.

## الاستقبال
اعتبارًا من عام 2016، تم بيع أكثر من مليون نسخة للكتاب في 37 بلدًا.
بينما أشاد بهجة الرواية ووضعها، فقد أشارت بعض المراجعات إلى ضحالة التوصيفات. لاحظت صحيفة «ذي جارديان» و«شيكاغو تريبيون» أن نيللا مستمدة من شخصية فتاة دنيوية من القرن الحادي والعشرين أكثر من استمدادها كـفتاة ساذجة من القرن السابع عشر. وأضافت صحيفة شيكاغو تريبيون: «[الشخصيات الرئيسية] معقدة وتعاني من مآسي فظيعة، لكن بيرتون لا تعطينا نظرة عميقة في نفسياتهم. قرأت 100 صفحة إضافية فقط للتعمق في عقلية يوهانس».

## التعديلات على الرواية
في آب / أغسطس 2016، أعلنت هيئة الإذاعة البريطانية (بي بي سي وان) أنها كلفت بتعديل الرواية إلى جزئين لمدة ساعتين ونصف. تمت كتابة هذا التعديل بواسطة جون براونلو وتم إنتاجه من قبل «ذي فورج» بالتعاون مع بي بي سي و«ماستربيس». وكان نجوم المسلسل هم: أنيا تايلور في دور نيللا، ورومولا غاري في دور مارين، وإميلي بيرينجتون في دور المنمنم، وأليكس هاسل في دور يوهانس. تم الانتهاء من التصوير في هولندا والمملكة المتحدة في أبريل 2017، وبدأ المسلسل لأول مرة في المملكة المتحدة في يوم الملاكمة لعام 2017. وشوهدت الحلقة الأولى بواسطة 4.52 مليون مشاهد، بينما شوهدت الحلقة الثانية بواسطة عدد أقل وهو 4.31 مليون مشاهد. وبالتالي لم يظهر في أفضل 30 برنامجًا لـ بي بي سي وان في الأسبوع المنتهي في 31 ديسمبر 2017. 